# Fondation Médéric Alzheimer
La Fondation Médéric Alzheimer est une fondation reconnue d'utilité publique créée en 1999 consacrée à la maladie d'Alzheimer.

## Publications
La fondation recense les dispositifs d'accompagnement de la maladie dans un annuaire national,.
Elle publie en 2015 une étude estimant en France à 19,3 milliards d'euros par an les coûts médicaux et paramédicaux de la maladie, ainsi qu'une cartographie des disparités départementales des dispositifs de prises en charge et d'accompagnement de la maladie.
En 2017, elle publie une enquête en partenariat avec le Conseil supérieur du notariat concernant les missions des notaires vis-à-vis des personnes âgées atteintes de troubles cognitifs.
En 2021 elle publie une enquête IFOP indiquant que « trois quarts des Français ont peur d’être atteints un jour de la maladie »,.

## Projets
En mars 2017, la fondation organise les assises de la recherche et de l'innovation sociale pour relever le défi du vieillissement cognitif à Paris,.
En 2020, elle lance un appel à projets avec l'association France Alzheimer et maladies apparentées.
En 2022, la fondation est sollicitée pour évaluer le projet PsyDoMa d'accompagnement médical à domicile du CHU de Nice.
En 2023, avec la Fédération hospitalière de France (FHF) et la Fédération des établissements hospitaliers et d'aide à la personne privés non lucratifs (FEHAP), la fondation lance le projet Vers un hôpital Alzheimer Friendly.

## Prix et récompenses
La fondation décerne le grand prix Donateurs initiatives locales :
- en 2009 il fut décerné à l’EHPAD de Hérisson dans l'Allier[14],
- en 2014, il fut décerné à l'accueil de jour de la Buissaie[1],
- en 2015, il fut décerné à la Plateforme d’accompagnement et de répit L’Écoutille, l’Accueil de jour Ty Bemdez à Brest et à l'Association pour la promotion des actions pour les personnes âgées et dépendantes, à Bergues[15].

En 2024, la fondation récompense les deux chercheurs David Bouvarel et Aurore Sorasso-Bluem pour les travaux de leur projet de thèse.

## Gouvernance
La fondation est présidée par Bruno Anglès d'Auriac entre 2008 et 2017, puis par Hélène Jacquemont, depuis le 5 octobre 2017.
La direction générale est assurée par Olivier Boucher de janvier 2018 à avril 2020, puis par intérim par Hugues du Jeu jusqu'à la nomination en novembre 2020 de Christine Tabuenca,.